# Vale Prazeres
Vale Prazeres é uma aldeia de São Tomé e Príncipe, localiza-se ao Norte, no distrito da Lobata, ilha de São Tomé, próxima às localidades de Uba Cabra, Aragão, Nova Cintra e Maianço.